# Mizuno Classic
De Mizuno Classic is een jaarlijks golftoernooi voor vrouwen, dat deel uitmaakt van de LPGA Tour en de LPGA of Japan Tour. Het toernooi werd opgericht in 1973 als de LPGA Japan Classic en vindt sinds 2006 plaats op de Kashikojima Country Club in de Japanse stad Shima.
Het toernooi wordt over drie dagen gespeeld in een strokeplay-formule en de cut wordt toegepast. Er kunnen maximaal 78 golfsters deelnemen aan dit toernooi.
Sinds 1999 is de Japanse sportconcern Mizuno hoofdsponsor van dit toernooi en was van 1973 tot 1976 ook sponsor van dit toernooi.

## Toernooinamen
- 1973–74: LPGA Japan Classic
- 1975: Japan Classic
- 1976: LPGA/Japan Mizuno Classic
- 1977–79: Mizuno Japan Classic
- 1980–92: Mazda Japan Classic
- 1993–97: Toray Japan Queens Cup
- 1998: Japan Classic
- 1999-present: Mizuno Classic

## Winnaressen
| Jaar | Golfbaan                      | Winnares            | Score | Score | Info                                           |
| ---- | ----------------------------- | ------------------- | ----- | ----- | ---------------------------------------------- |
| 1973 | Shin Sode-Gahara Country Club | Jan Ferraris        | 216   | par   |                                                |
| 1974 | Horyuju Country Club          | Chako Higuchi       | 218   | –4    |                                                |
| 1975 | Ibaraki Kokusai Golf Club     | Shelley Hamlin      | 218   | –1    |                                                |
| 1976 | Hanayashiki Golf Club         | Donna Caponi        | 217   | –5    |                                                |
| 1977 | Hanayashiki Golf Club         | Debbie Massey       | 220   | –2    |                                                |
| 1978 | Hanayashiki Golf Club         | Michiko Okada po    | 216   | –6    |                                                |
| 1979 | Hanayashiki Golf Club         | Amy Alcott          | 211   | –11   |                                                |
| 1980 | Hanayashiki Golf Club         | Tatsuko Ohsako po   | 213   | –9    |                                                |
| 1981 | Sagamihara Golf Club          | Patty Sheehan       | 213   | –9    |                                                |
| 1982 | Melshin-Yokaichi Country Club | Nancy Lopez         | 207   | –9    |                                                |
| 1983 | Musashigaoka Golf Course      | Pat Bradley         | 206   | –10   |                                                |
| 1984 | Hiroshima Country Club        | Nayoko Yoshikawa po | 210   | –6    |                                                |
| 1985 | Musashigaoka Golf Course      | Jane Blalock        | 206   | –10   |                                                |
| 1986 | Lions Country Club            | Ai-Yu Tu po         | 213   | –3    |                                                |
| 1987 | Musashigaoka Golf Course      | Yuko Moriguchi      | 206   | –10   |                                                |
| 1988 | Musashigaoka Golf Course      | Patty Sheehan po    | 206   | –10   |                                                |
| 1989 | Seta Golf Course              | Elaine Crosby       | 205   | –11   |                                                |
| 1990 | Musashigaoka Golf Course      | Debbie Massey       | 131   | –11   | 36-holes (regenweer)                           |
| 1991 | Seta Golf Course              | Liselotte Neumann   | 211   | –5    |                                                |
| 1992 | Musashigaoka Golf Course      | Betsy King          | 205   | –11   |                                                |
| 1993 | Lions Country Club            | Betsy King          | 205   | –11   |                                                |
| 1994 | Oak Hills Country Club        | Woo-Soon Ko         | 206   | –7    |                                                |
| 1995 | Seta Golf Course              | Woo-Soon Ko         | 207   | –9    |                                                |
| 1996 | Tone Golf Club                | Mayumi Hirase po    | 212   | –4    |                                                |
| 1997 | Seta Golf Course              | Liselotte Neumann   | 205   | –11   |                                                |
| 1998 | Musashigaoka Golf Course      | Hiromi Kobayashi po | 205   | –11   |                                                |
| 1999 | Seta Golf Course              | Maria Hjorth        | 201   | –15   |                                                |
| 2000 | Seta Golf Course              | Lorie Kane po       | 204   | –12   |                                                |
| 2001 | Musashigaoka Golf Course      | Annika Sörenstam    | 203   | –13   |                                                |
| 2002 | Seta Golf Course              | Annika Sörenstam    | 201   | –15   |                                                |
| 2003 | Seta Golf Course              | Annika Sörenstam    | 192   | –24   |                                                |
| 2004 | Seta Golf Course              | Annika Sörenstam    | 194   | –22   |                                                |
| 2005 | Seta Golf Course              | Annika Sörenstam    | 195   | –21   |                                                |
| 2006 | Kashikojima Country Club      | Karrie Webb         | 202   | –14   |                                                |
| 2007 | Kashikojima Country Club      | Momoko Ueda         | 203   | –13   |                                                |
| 2008 | Kashikojima Country Club      | Jiyai Shin          | 201   | –15   |                                                |
| 2009 | Kashikojima Country Club      | Bo Bae Song         | 201   | –15   |                                                |
| 2010 | Kashikojima Country Club      | Jiyai Shin          | 198   | –18   |                                                |
| 2011 | Kashikojima Country Club      | Momoko Ueda po      | 200   | –16   |                                                |
| 2012 | Kashikojima Country Club      | Stacy Lewis         | 205   | –11   |                                                |
| 2013 | Kashikojima Country Club      | Teresa Lu           | 202   | –14   |                                                |
| 2014 | Kashikojima Country Club      | Lee Mi-hyang po     | 205   | –11   | Won de play-off van Kotono Kozuma en Ilhee Lee |

| Toernooirecord |  | po = winnares na play-off |